# Odznaka za rany (ZSRR)
Odznaka za Rany (ros. Знак ранения) – radzieckie odznaczenie wojskowe dla rannych.
Naszywki za rany wprowadzono rozkazem  nr 213 z 14 lipca 1942 roku.  Od tej pory każdy żołnierz, który odniósł ranę, otrzymywał przy opuszczeniu szpitala zaświadczenie i naszywkę. 

## Wersje odznaki
Odznakę przyznawano w dwóch  wersjach:

### Czerwona Odznaka za Rany
- Czerwona oznaczała lekką ranę.

### Żółta Odznaka za Rany
- Żółta  oznaczała ciężką ranę.

### Sposób noszenia
- Naszywki, nawet pojedyncze, zawsze umieszczano na podkładce i przyszywano nad prawą kieszenią.